# فرودگاه رولستوک
 فرودگاه رولستوک (به انگلیسی: Revelstoke Airport) یک فرودگاه همگانی با کد یاتا YRV است که یک باند فرود آسفالت دارد. این فرودگاه در کشور کانادا قرار دارد .